# Аральская флотилия
Ара́льская флоти́лия — озёрная флотилия флота Российской империи, существовавшая в период 1853—1883 годов на Аральском море.
Флотилия служила одним из «инструментов» научного изучения Средней Азии, наведения внутреннего порядка (замирения) и боевых действий по присоединению Средней Азии, была учреждена в 1847 году и в 1883 году передана из Морского ведомства в Военное.

## История

### Создание флотилии
В 1848 году А. И. Бутаков был назначен начальником экспедиции для исследования Аральского моря, для этого в Оренбурге была заложена и построена шхуна «Константин», к лету 1848 года она была доставлена в Раимское укрепление вблизи устья Сыр-Дарьи.
После занятия низовья реки Сырдарья для организации движения по реке были заказаны пароход «Перовский» и паровой баркас «Обручев», которые были доставлены в 1853 году в укрепление Раим в разобранном виде, где были собраны и спущены на воду.
Флотилия создавалась с целью защиты от набегов хивинцев, во избежание их переправ через Сырдарью и возможных грабежей, а также для содействия сухопутным войскам в военных операциях. Помимо этого предполагалось использовать суда флотилии для развития торговли на Аральском море. Появление на водах Средней Азии невиданных до того времени вооружённых паровых судов произвело большое впечатление на местных жителей.
В 1862 году были заказаны и спущены на воду ещё два парохода «Арал» и «Сырдарья», но конструкция всех этих судов не соответствовала местным условиям судоходства, и в 1869 году в Бельгии был заказан новый пароход «Самарканд», специально спроектированный с учётом местных условий. А в 1872 году был доставлен ещё один пароход «Ташкент», оказавшийся, правда, менее удачным, чем предыдущий. Помимо пароходов в состав флотилии в разное время входили 9 барж с подъёмной силой в 55 800 пудов, несколько паромов и других мелких судов различного назначения. Для ремонта судов были построены плавучий док и мастерская. Первоначально флотилия базировалась в Раиме, позже была переведена в Казалинск.
Суда флотилии были вооружены 4-фунтовыми нарезными пушками, 6-фунтовыми медными карронадами, 1/4-пудовыми медными единорогами и 10-фунтовыми горными единорогами, установленными на американских станках. Общая численность артиллерийского вооружения доходила до 22 орудий.
Личный состав флотилии на 18 июня 1866 года включал 13 офицеров и классных чинов и 344 нижних чинов. С увеличением числа судов флотилии личный состав флотилии постепенно увеличивался. Так, в 1879 году в штате флотилии числилось уже 15 офицеров, 15 вольнонаёмных машинистов и мастеров и 597 нижних чинов. А к 26 января (7 февраля) 1880 года численность личного состава достигала 24 офицеров и 548 нижних чинов.

### Жизнедеятельность флотилии
В 1857 год суда флотилии под командованием капитана А. И. Бутакова принимали участие в экспедиции в Аральское море и устье Амударьи для производства изысканий. Весной 1866 года пароход «Перовский» оказывал поддержку русским войскам у Ирджара, доставив 10-дневный запас продовольствия на весь отряд и часть боевых припасов.
В 1873 году во время Хивинского похода часть Аральской флотилии была направлена в устье Амударьи. Однако эта экспедиция не принесла ожидавшейся от неё пользы. Этим ограничилась роль флотилии в военных действиях в Средней Азии. Не более успешна была и другая отрасль деятельности Аральской флотилии — перевозка военных грузов и людей. Благодаря глубокой осадке пароходов и слабым паровым машинам, мелководью и изменчивости фарватера Сырдарьи, рейсы пароходов носили случайный характер, требовали много времени и обходились дорого. Перевозки эти производились между Казалинском и Чиназом, а с 1873 года — между Казалинском и Петро-Александровском. Путь на пароходе от Чиназа до форта Перовского в среднем занимал 8—14 дней, обратно около 12—20 дней, при этом движение проходило только днём. От форта Перовского до Казалинска вниз — 4—6 дней, а вверх — 6—12 дней.
С 1865 по 1879 годы судами флотилии перевезено 1 724 414 пудов груза и 29 146 пассажиров. Стоимость содержания флотилии на 1866 год обходилось в 163 089 рублей, а к 1880 году составила 261 366 рублей.
С окончанием военных экспедиций в Средней Азии, с замирением края и в силу малой пригодности судов для торговых перевозок в 1883 году было принято решение об упразднении Аральской флотилии. При этом часть имущества была продана на местах, а некоторые баржи и часть машин были перевезены в Чарджоу и переданы в Амударьинскую флотилию.

## Основное вооружение

### Шхуны
В составе Аральской флотилии на основном вооружении состояли шхуны Русского флота которые представлены ниже. За все время существования флотилии в её составе несли службу две специально построенные для её нужд парусные шхуны, также одна шхуна была построена для организации компанейского рыболовства. Парусно-винтовые шхуны для комплектования Аральской флотилии не строились.
| Наименование | Ор.                                                                            | Размер                                                                         | Осадка                                                                         | Эк.                                                                            | Верфь                | Мастер                                                            | Вх.  | Вых. | История службы | Прим.                                 |
| ------------ | ------------------------------------------------------------------------------ | ------------------------------------------------------------------------------ | ------------------------------------------------------------------------------ | ------------------------------------------------------------------------------ | -------------------- | ----------------------------------------------------------------- | ---- | ---- | --- | ------------------------------------- |
| «Михаил»     | Сведений о вооружении, конструкции и численности экипажа судна не сохранилось. | Сведений о вооружении, конструкции и численности экипажа судна не сохранилось. | Сведений о вооружении, конструкции и численности экипажа судна не сохранилось. | Сведений о вооружении, конструкции и численности экипажа судна не сохранилось. | Заложены в Оренбурге | Сведений о корабельных мастерах, построивших суда, не сохранилось | 1847 | н/д  | Построена для организации компанейского рыболовства на Аральском море, принимала участие в Аральской экспедиции. | [ 7 ]                                 |
| «Николай»    | 2                                                                              | 11,7 x 3,6                                                                     | 1,6                                                                            | н/д                                                                            | Заложены в Оренбурге | Сведений о корабельных мастерах, построивших суда, не сохранилось | 1847 | 1870 | Построены для изучения Аральского моря. В 1847 году сухими путями были перевезены из Оренбурга в укрепление Раим. В 1848 и 1849 годах принимали участие в Аральской экспедиции под руководством капитан-лейтенанта А. И. Бутакова и прапорщика Поспелова. | [ 5 ] [ 6 ] [ 8 ] [ 9 ] [ 10 ] [ 11 ] |
| «Константин» | 2                                                                              | 14,3 x 4,9                                                                     | 1,8                                                                            | 27                                                                             | Заложены в Оренбурге | А. И. Бутаков                                                     | 1848 | 1863 | Построены для изучения Аральского моря. В 1847 году сухими путями были перевезены из Оренбурга в укрепление Раим. В 1848 и 1849 годах принимали участие в Аральской экспедиции под руководством капитан-лейтенанта А. И. Бутакова и прапорщика Поспелова. | [ 5 ] [ 6 ] [ 8 ] [ 9 ] [ 10 ] [ 12 ] |

- Т. Г. Шевченко, «Шхуны „Константин“ и „Михаил“», 1848 год.
- Т. Г. Шевченко, «Шхуна „Константин“ на ремонте», 1849 год.

### Паровые суда
В составе Аральской флотилии за все время её существования несли службу 5 специально построенные для нужд флотилии пароходов и один паровой баркас.
| Наименование | Вод. | Ор. | Размер       | Осадка | Паровая машина | Эк. | Верфь                           | Вх.  | Вых. | История службы | Прим.         |
| ------------ | ---- | --- | ------------ | ------ | -------------- | --- | ------------------------------- | ---- | ---- | -------------- | ------------- |
| Перовский    | 140  | 2   | 35,81 x 6,55 | 0,91   | 160            | н/д | Завод «Motala Verkstad», Швеция | 1852 | 1883 |                | [ 6 ] [ 8 ]   |
| Обручев      | 16   | 2   | 21,34 x 2,79 | 0,69   | 12/40          | 14  | Завод «Корлзунд», Швеция        | 1852 | 1883 |                | [ 6 ] [ 8 ]   |
| Арал         | 149  | 2   | 35,66 x 7,1  | 0,9    | 40             | 40  | Построен в Ливерпуле            | 1862 | 1883 |                | [ 14 ] [ 15 ] |
| Сырдарья     | 70   | 2   | 29 x 5,6     | 0,84   | 20             | 20  | Построен в Ливерпуле            | 1862 | 1883 |                | [ 14 ]        |
| Самарканд    | 154  | 5/6 | 45,72 x 6,71 | 0,84   | 70             | 52  | «Cockerill», Бельгия            | 1864 | 1883 |                | [ 14 ]        |
| Ташкент      | 86,5 | 1   | 31,93 x 4,88 | 0,84   | 35             | н/д | Воткинский завод                | 1870 | 1883 |                | [ 14 ]        |

## Начальники флотилии
Командирами Аральской флотилии в разное время служили:
- Алексей Иванович Бутаков, капитан 2-го ранга (с 06.06.1857 капитан 1-го ранга, с 01.01.1860 флигель-адъютант) (1853—1863 годы)[16];
- Павел Яковлевич Шкот, капитан 1-го ранга (1863−22.03.1865 годы)[17];
- Отто Фёдорович Гадд, капитан-лейтенант (22.03.1865—1871 годы);
- Александр Павлович Ситников, капитан 2-го ранга (с 08.04.1873 капитан 1-го ранга) (01.11.1871—07.03.1878[комм. 3])[18];
- Владимир Васильевич Озеров, капитан-лейтенант (с 01.01.1881 капитан 2-го ранга) (24.04.1878—1883 годы).

### Комментарии
1. ↑  10-фунтовый единорог и 4-фунтовая нарезная пушка.
2. ↑  Паровой баркас.
3. ↑  Умер в должности. Высочайшим приказом от 10.04.1878 исключен из списков умершим.